# Weltnerium bouvieri
Weltnerium bouvieri is een rankpootkreeftensoort uit de familie van de Scalpellidae. De wetenschappelijke naam van de soort is voor het eerst geldig gepubliceerd in 1906 door Gruvel.